# Ušće (rue)
Pour les articles homonymes, voir Ušće.
La rue Ušće (en serbe cyrillique : Ушће) est située à Belgrade, la capitale de la Serbie, dans la municipalité urbaine de Novi Beograd et dans le quartier d'Ušće.

## Parcours
La rue Ušće prend naissance au niveau du carrefour entre le Bulevar Mihaila Pupina et la rue Milentija Popovića. Elle s'oriente vers le nord-est et croise le Bulevar Nikole Tesle ; elle se prolonge dans le parc d'Ušće, jusqu'à la confluence de la Save et du Danube. Elle effectue alors un demi-tour et revient ensuite vers le sud en longeant la Save. Elle aboutit dans la rue Sajmište au niveau du pont de Branko.

## Culture
Le Musée d'art contemporain de Belgrade est situé au n° 10 de la rue ; souvent surnommé le MoCAB, il a été fondé en 1958 sous le nom de Musée d'Art moderne et a ouvert ses portes en 1965. Il présente des œuvres postérieures à 1900 créées dans tous les pays de l'ex-Yougoslavie ; la collection permanente compte quelque 8 500 œuvres ; le musée accueille également des expositions internationales dans les domaines de l'art moderne et de l'art contemporain.

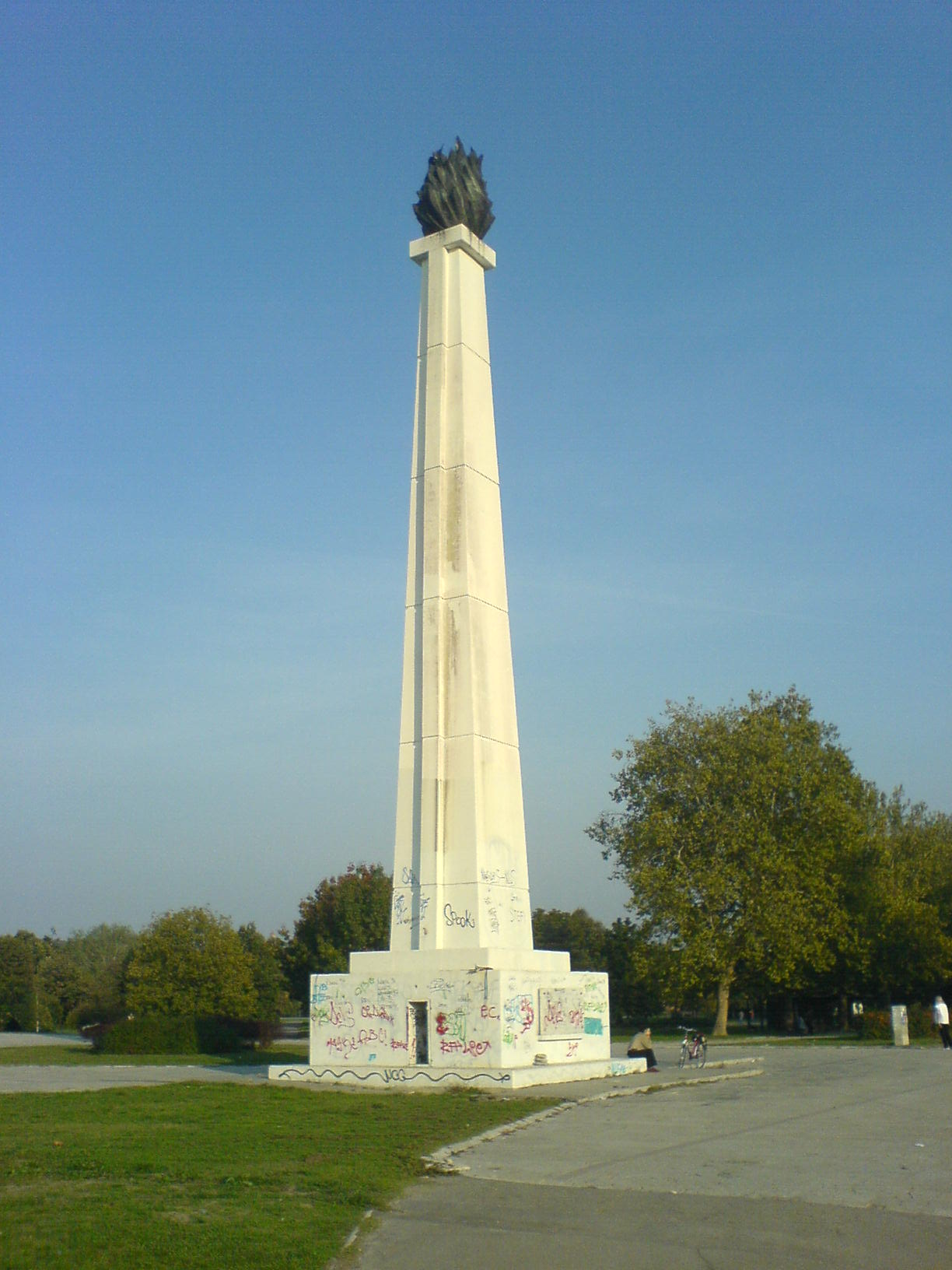
LÉternelle flamme

Le 12 juin 2000, a été érigé dans le parc d'Ušće un monument commémorant le bombardement de Belgrade par l'OTAN. Ce monument nommé l'Éternelle flamme est une œuvre du sculpteur Svetomir Radović ; sur ce monument sont inscrits des vers du poète Branko Miljković, extraits de son recueil Jugoslavija.

## Sport
Le Skejt park Novi Beograd, créé en 2008, est situé dans la rue ; il s'étend sur une superficie d'environ 2 000 m2.

## Transports
La rue est desservie par les lignes de bus 15 (Zeleni venac - Zemun Novi grad) et 84 (Zeleni venac – Nova Galenika) de la société GSP Beograd.